# Перси Джексон и Море чудовищ (саундтрек)
Percy Jackson: Sea of Monsters (Original Motion Picture Soundtrack) — саундтрек к фильму «Перси Джексон и Море чудовищ» (2013), основанному на одноимённом произведении из серии приключенческих фэнтезийных романов Рика Риордана «Перси Джексон и Олимпийцы» и являющемуся второй частью серии фильмов о Перси Джексоне. Музыку к фильму написал Эндрю Локингтон, который заменил композитора «Похитителя молний» Кристофа Бека. Релиз альбома под лейблом Sony Classical состоялся 6 августа 2013 года.

## Создание
Музыку к фильму написал Эндрю Локингтон. Брайан Лизеганг отвечал за создание и продюсирование саундтрека, в то время как Тифф Рэндол и Николас Додд продюсировали дополнительные композиции. Запись альбома состоялась на площадке «Newman Scoring Stage», расположенной в студии 20th Century Studios, где Додд дирижировал Голливудским студийным симфоническим оркестром, состоявшим из 70 музыкантов, сыгравших музыку на инструментах, и вокального хора из 40 человек. В течение июля Брэд Хэнель руководил сведением партитуры.
Помимо музыки Локингтона, IAMEVE записала оригинальную песню под названием «To Feel Alive», которая играла в заключительных титрах фильма. IAMEVE была ведущей вокалисткой музыки к фильму, и во время записи трека «Thalia’s Story», которая звучала на протяжении всего фильма, певица загорелась желанием построить песню вокруг этой темой. IAMEVE рассказала о своём опыте работы над песней: «Тор попросил меня придумать сильный припев, который мог бы поднять настроение, поэтому, когда я переставляла аккорды на фортепиано, то вместе с тем параллельно напевала идеи, пока не добилась результата, а затем отправила его Эндрю, после чего тот внёс свои правки и переслал материал обратно. Поскольку припев был довольно объёмным, мы хотели сделать куплет гораздо мрачнее, чтобы предварительный припев задал тон основному. Я изучила характер Талии и обратилась к мифологии в поисках вдохновения. При написании текста и мелодии я стремилась сохранить связь с историей Талии, чтобы песня как будто бы звучала из её уст». Певица записала вокал для песни в своей домашней студии.

## Список композиций
| №   | Название                                       | Длительность |
| --- | ---------------------------------------------- | ------------ |
| 1.  | «Thalia’s Story»                               | 3:42         |
| 2.  | «Percy at the Lake»                            | 1:29         |
| 3.  | «Colchis Bull»                                 | 4:08         |
| 4.  | «The Shield is Gone»                           | 1:31         |
| 5.  | «The Oracle’s Prophecy»                        | 3:08         |
| 6.  | «Cursed Blade Shall Reap»                      | 1:43         |
| 7.  | «Wild Taxi Ride»                               | 3:25         |
| 8.  | «Hermes»                                       | 2:34         |
| 9.  | «Hippocampus»                                  | 3:34         |
| 10. | «Onboard the Yacht»                            | 1:39         |
| 11. | «Wave Conjuring»                               | 6:49         |
| 12. | «Sea of Monsters»                              | 2:31         |
| 13. | «Belly of the Beast»                           | 3:52         |
| 14. | «New Coordinates»                              | 2:13         |
| 15. | «Polyphemus»                                   | 2:58         |
| 16. | «Thank You Brother»                            | 6:01         |
| 17. | «Kronos»                                       | 5:08         |
| 18. | «Annabeth and the Fleece»                      | 2:03         |
| 19. | «Resurrection»                                 | 3:05         |
| 20. | «Percy Jackson: Sea of Monsters – Main Titles» | 3:15         |
| 21. | «To Feel Alive» (исполнила IAMEVE)             | 4:06         |

### Дополнительные композиции
В «Море чудовищ» прозвучали несколько песен популярных исполнителей, которые не вошли в саундтрек.
| №  | Название                                               | Музыка         | Длительность |
| -- | ------------------------------------------------------ | -------------- | ------------ |
| 1. | «My Songs Know What You Did in the Dark (Light Em Up)» | Fall Out Boy   | 3:06         |
| 2. | «Cameo Lover»                                          | Кимбра         | 4:02         |
| 3. | «Sixteen Waltzes, Op. 39 (Brahms)»                     | Иоганнес Брамс |              |
| 4. | «It’s a Small World»                                   | Братья Шерманы |              |

## Восприятие
Джеймс Саутхолл из Movie Wave оставил отрицательный отзыв о саундтреке: «[Музыка к фильму] „Море чудовищ“ во многом разделяет тот же стиль [что и „Похититель молний“], однако воспринимается ещё более безвкусно. В данном случае у нас есть тематическая, в первую очередь оркестровая партитура в жанре боевика / приключения, сочинённая и исполненная с энтузиазмом. Эта музыка влетает в одно ухо и тут же вылетает из другого. Это грустно, так как мне нравится, что музыка в этом стиле звучит на фоне нашумевшего летнего блокбастера, но я действительно не могу заставить себя полюбить её. В саундтреке есть музыка в жанре боевика и приключения, но я не могу рассказать ни об одной из этих композиций, поскольку забываю их, как только они заканчиваются. Многие люди в восторге от фильма „Путешествие 2: Таинственный остров“ (2012), и, если вы являетесь одним из них, вам скорее всего понравится „Море чудовищ“».
За своё творчество Локингтон получил премии BMI Film Music Award и SOCAN в категории «международная киномузыкальная премия». Также композитор был одним из 114 кандидатов, претендовавших на номинацию «за лучший оригинальный саундтрек» на 86-й церемонии вручения премии «Оскар».

## Участники записи
В работе над саундтреком приняли участие следующие люди:
Производство
- Композитор — Эндрю Локингтон
- Дополнительная музыка — Тифф Рэндол, Николас Додд
- Продюсер — Брайан Лизеганг
- Запись — Эрик Суонсон, Тим Лаубер
- Сведение — Брэд Хэнель
- Мастеринг — Пэт Салливан
- Монтажёр — Уилл Каплан
- Музыкальный редактор — Нил Парфитт, Джон Аспиналл
- Музыкальный координатор — Юлия Михелс
- Координатор саундтрека — Питер Роттер
- Музыкальное приготовление — Джоанн Кейн, Марк Грэм

Инструменты
- Бас — Брюс Моргенталер, Кристиан Коллгаард, Дэвид Парметр, Дрю Д. Дембовски, Майкл Валерио, Нико Кармине Абондоло, Стивен Дресс, Эдвард Мирес
- Фагот — Кеннет Мандей, Роуз Корриган
- Виолончель — Эндрю Т. Шульман, Армен Ксаджикян, Сесилия Цан, Кристина Соул, Дэйн Литтл, Деннис Каразмин, Эрик Байерс, Эрика Дьюк-Киркпатрик, Джордж Ким Скоулз, Джованна Клейтон, Ласло Мезо, Паула Хоххальтер, Тимоти Ландауэр, Тимоти Э. Лу , Тревор Хэнди, Ванесса П. Фриберн-Смит*, Сяодань Чжэн, Стив Эрдоди
- Кларнет — Ральф Уильямс, Гэри С. Бовьер
- Флейта — Хизер Кларк, Джеральдин Ротелла
- Гитара — Тим Уэлч
- Арфа — Кэти Киркпатрик
- Горн — Бенджамин Джабер, Дэниел П. Келли, Дженни Л. Ким, Марк Л. Адамс, Стивен Бекнелл, Дэвид Эверсон,
- Колёсная лира — Бен Гроссман
- Гобой — Бернадетт Авила, Лара К. Уикс, Лесли Х. Рид
- Ударные — Алан Эстес, Эдвард Дж. Аткац, Грегори Гудолл, Джон Уэйкфилд, Джозеф Перейра, Рассел Миллер, Стивен Шеффер, Уильям Куинн Смит, Уэйд Калбрит
- Фортепиано — Рэнди Кербер
- Синтезатор — Майкл Уайт, Нил Парфитт
- Тенор-вокал — Эй Джей Тешин, Флетчер Шеридан, Джордж Стерн, Джеральд Уайт, Джаспер Рэндалл, Майкл Лихтенауэр, Шон Киршнер, Стивен Хармс, Тимоти Гонсалес, Тодд Стрэндж
- Тромбон — Уильям Ф. Райхенбах, Филип М. Кин, Стивен М. Холтман, Александр Айлс
- Труба — Барри Перкинс, Рик Баптист, Роберт Фрир, Роберт А. Шаер, Джон Льюис
- Туба — Дуг Торнквист
- Альт — Альма Л. Фернандес, Эндрю Даклз, Дэррин Макканн, Дэвид Ф. Уолтер, Дженни Хансен, Люк А. Маурер, Мэтью Фюнес, Мередит Кроуфорд, Памела Джейкобсон, Роберт А. Брофи, Роланд Като, Шон Манн, Томас Динер, Виктория Мишкольчи, Брайан Дембоу
- Скрипка — Эйми Крестон, Алисса Парк, Эми Хершбергер, Эндрю Булбрук, Бенджамин Джейкобсон, Чарли Бишарат, Дариус Кампо, Юн-Ми Ан, Грейс Э. О, Хелен Найтингейл, Ирина Волошина, Джей Розен, Джессика Э. Гидери, Жозефина Вергара, Джули Роджерс, Катя Попов, Кевин Коннолли, Лиза Лью, Лиза М. Саттон, Лоранд Локуста, Лоренц Гамма, Марк Сазер, Натали Леггетт, Нил Э. Сэмплс, Пол Дж. Картрайт, Филип Леви, Раду Пьептеа, Рафаэль Ришик, Ричард Л. Альтенбах*, Роберто Кани, Роджер Уилки, Сара Паркинс, Сара Торнблейд, Серена МакКинни, Шалини Виджаян, Сонга Ли, Тамара Хэтван, Тереза Л. Станислав, Джули Энн Гиганте

Вокал
- Альт — Адриана Манфреди, Алета Брэкстон, Эми Фогерсон, Эмбер Вон, Джессика Роттер, Кимберли Свитцер, Кристен Тоедтман, Мишель Хеммингс, Нэнси Сулахян, Найк Сент-Клер
- Бас — Абдиэль Гонсалес, Элвин Чеа, Дилан Джентиле, Эд Леви, Грегг Гейгер, Майкл Гейгер, Рид Брутон, Скотт Графф, Стив Пенс, Уилл Голдман
- Сопрано — Клэр Федорук, Элин Карлсон, Элисса Джонстон, Харриет Фрейзер, Хайден Эберхарт, Холли Седильос, Дженнифер Гайдн-Джонс, Карен Хогл Браун, Лесли Лейтон, Сюзанна Уотерс
- Сольный вокал — Тифф Рэндол

Оркестр
- Концертмейстер — Брюс Дуков
- Оркестратор — Николас Додд
- Дирижер оркестра — Николас Додд
- Подрядчик хора — Джаспер Рэндалл
- Инженер-постановщик — Дени Сент-Аман
- Режиссер-постановщик — Дэймон Тедеско, Дэвид Маркетт, Том Стил

Менеджмент
- Деловые отношения — Том Кавано
- Музыкальное оформление — Эллен Гинзбург
- Лицензирование — Марк Кэвелл
- Ответственный за музыку — Даниэль Диего
- Руководитель музыкального производства — Ребекка Мореллато
- Менеджер по продукту — Клара Коритовска
- Дизайн — WLP Ltd